# RD-0410
RD-0410 (РД-0410, 苏联火箭炮兵装备局编号：11B91)是前苏联1965年到20世纪80年代使用液氢推进剂开发的核热火箭发动机。该发动机在塞米巴拉金斯克试验场进行了地面测试并被纳入1994年库尔查托夫火星载人任务计划。
该型发动机的性能(排气温度和比冲)略高于火箭飞行器用核引擎(美国核热火箭发动机项目)。堆芯设计包括碳化铀/碳化钨燃料与氢化锆慢化剂之间的隔热。这种方案设计的堆芯极为紧凑。液氢流首先冷却慢化剂，使其保持很低的中子能量和较高的裂变截面，然后与燃料棒直接接触加热。为了防止碳化物与氢发生化学反应，
液氢在通过慢化剂后，被加入约1%的庚烷。
液氢增压涡轮泵由沃罗涅日的俄罗斯化工自动化设计局(KBkhA)设计。

## 另请参阅
- 核热火箭
- 特姆核发动机
- 火箭飞行器用核引擎
- 海燕核动力巡航导弹

## 延伸阅读
- 苏联火星推进器-核热 astronautix.com
- 通俗机械工程文章 （页面存档备份，存于） 俄文
- 俄罗斯文章
- 有关RD-0410火箭的俄语视频 （页面存档备份，存于）